# Жукас, Витаутас Йонас
Витаутас Йонас Жукас (род. 1 июня 1962, Каунас) — генерал-лейтенант, командующий вооружёнными силами Литвы с 24 июля 2014 года до 2019 года.

## Образование
1985—1991 гг. — Исторический факультет Вильнюсского университета.
1992—1994 гг. — Немецкая академия лидерства Бундесвера.
2006—2007 гг. — Оборонный колледж НАТО в Риме.

## Карьера
К военной службе приступил в качестве инспектора второго отделения департамента Минобороны, затем был командиром Каунасского батальона мотодесанта военно-полевой бригады, командиром бригады мотопехоты «Гележинис вилкас», военным Литвы в Германии, командующим Управления ВС по обучению и доктринам.
В 2007-2012 годах Жукас командовал сухопутными силами Литвы.
До назначения на пост главнокомандующего Жукас был военным представителем в постоянном представительстве Литвы при Организации Североатлантического договора (НАТО) и Евросоюзе.
Награждён медалью 13-го января, медалью основателя литовской армии, рыцарским крестом ордена Витиса (5-й степени) и прочими государственными наградами.

## Военные степени
1991 г. — майор
1994 г.- подполковник
1997 г. — полковник
2007 г. — бригадный генерал
2010 г. — генерал-майор
2015 г. — генерал-лейтенант

## Награды
- Большой командорский крест ордена Креста Витиса (13 февраля 2018 года)[4]
- Рыцарский крест ордена Креста Витиса (18 ноября 1998 года)[5]
- Орден Виестура I класса (27 октября 2016 года, Латвия)[6]
- Медаль Памяти 13 января
- Медаль Добровольцев вооружённых сил (21 ноября 1995 года)[7]
- Медаль за заслуги в области национальной обороны
- Памятный знак за личный вклад в развитие трансатлантических отношений Литвы и по случаю приглашения Литовской Республики в НАТО (12 февраля 2003 года)[8]